# Irmgard Kroymann
Irmgard Kroymann (* 27. Juli 1921 in Essen; † 18. September 2005 in Mülheim an der Ruhr) war eine deutsche Gewerkschaftsfunktionärin, die für ihre Tätigkeit mehrere Auszeichnungen erhielt. Wegen der Vortäuschung ihrer Rolle als angebliche NS-Widerstandskämpferin geriet sie nach ihrem Tod in Kritik, weil sie in Wirklichkeit Mittäterin des NS-Regimes war.

## Leben
Ihr Vater war Straßenbaumeister und die Mutter Verkäuferin. Kroymann präsentierte sich als Tochter eines Sozialdemokraten, die Flugblätter mit Aufrufen zur Befreiung der Geschwister Scholl verbreitet habe. Um ihren von der NS-Haft erkrankten Vater nicht unter Druck zu bringen, habe sie eingewilligt, in einer Fabrik jüdische Zwangsarbeiterinnen zu beaufsichtigen, wo sie wegen staatsfeindlicher Äußerungen selbst zur Verfolgten geworden sei. Sie sei von der Gestapo inhaftiert, ins KZ Groß-Rosen transportiert und als Häftling gegen ihren Willen zur Lagerleiterin des KZ-Außenlagers für jüdische Frauen in Christianstadt gemacht worden. Vor ihrer Entlassung aus dem KZ wurde ihr angeblich der Kopf kahl geschoren.
Nach Recherchen der Buchhändlerin Anne Prior war Irmgard Kroymanns gesunder Vater Aufseher in einer Munitionsfabrik, in der jüdische Zwangsarbeiterinnen tätig waren. Irmgard Kroymann war dort 23 Tage lang als „Unterlagerführerin“ tätig. Sie wurde wegen Diebstahls von Material, das für die jüdischen Zwangsarbeiterinnen bestimmt war, entlassen. Daraufhin absolvierte sie eine Schulung als KZ-Aufseherin im KZ Groß-Rosen und arbeitete kurzzeitig in dieser Funktion in den letzten Monaten 1944 und Anfang 1945 in Christianstadt. Die Ergebnisse von Anne Priors Recherchen wurden von ihr im Januar 2023 gemeinsam mit Götz Aly am Anfang des Dritten Abschnitts  Lebensgeschichte, Staatsgeschichte im Buch Unser Nationalsozialismus veröffentlicht.
Nach dem Krieg wurde Irmgard Kroymann SPD-Mitglied und 1945 Mitglied der Gewerkschaft Gartenbau, Land- und Forstwirtschaft. Ab 1950 machte sie eine Ausbildung zur Straßenbauerin und bestand 1957 die Meisterprüfung als erste Straßenbaumeisterin Deutschlands, um den Betrieb ihres Vaters zu übernehmen. Außerdem war sie ehrenamtliche Richterin, Mitglied des Deutschen Frauenrats, Vorstand der Verbraucherzentrale von Nordrhein-Westfalen und von 1973 bis 1981 Landesfrauensekretärin des Deutschen Gewerkschaftsbundes im Landesbezirk Nordrhein-Westfalen.

## Veröffentlichungen
- 1992: mit S. Oliver Lübke: Berufliche Bildung in den neuen Bundesländern : Betrieb, Schule, Mitbestimmung, Arbeitsmarkt, Europa, Bund-Verlag, Köln, ISBN 978-3-7663-2418-4

## Auszeichnungen
- 1973: Bundesverdienstkreuz am Bande[6]
- 1979: Bundesverdienstkreuz Erster Klasse[7]
- 1988: Großes Bundesverdienstkreuz[2]
- 1993: Verdienstorden des Landes Nordrhein-Westfalen[8]